# Sabargam
Sabargam és un dels principals cims de la serralada de Singalila, una branca de les muntanyes de l'Himàlaia, al districte de Darjeeling a Bengala Occidental, a la part occidental del districte. Té una altura de 3.607 metres sobre el nivell de la mar.